# Ferrari 275
Der Ferrari 275 ist ein von 1964 bis 1968 gebaute Modellfamilie des italienischen Automobilherstellers Ferrari, die die Berlinettas 275 GTB und 275 GTB/4, den offenen 275 GTS und verschiedene Wettbewerbsversionen (275 GTB/C) umfasst. Die 275-Familie ergänzte die ab 1963 angebotene Baureihe 330, deren Fahrleistungen sie übertraf, und nahm zeitweise die Rolle des Spitzenmodells unter Ferraris Straßenfahrzeugen ein. 1968 wurde sie von der 365-Familie abgelöst.

## Einordnung
1963 begann Ferrari, die 1953 eingeführte Modellfamilie 250 durch die Baureihe 330 zu ersetzen, die von 4,0 Liter großen Zwölfzylindermotoren angetrieben wurde. Nach und nach erschienen die Modelle 330 America (1963), 330 GT 2+2 (1964) und 330 GTC (1966), die unterschiedliche Kundengruppen ansprachen. Diesen vergleichsweise schweren Autos stellte Ferrari 1964 die 275-Baureihe zur Seite, die leichter war und höhere Endgeschwindigkeiten erreichte. Sie hatte einen 3,3 Liter großen Zwölfzylindermotor. Der Hubraum eines einzelnen Zylinders betrug 275 cm³; von diesem Wert war die Modellbezeichnung der Baureihe abgeleitet. Die Straßenversion 275 GTB sollte die Lücke zwischen den langsameren 330-Modellen und dem exklusiven 500 Superfast füllen, der ab 1964 in sehr geringen Stückzahlen hergestellt wurde. Mit der Einstellung des 550 Superfast im Jahr 1966 übernahm der 275 GTB/4 die Rolle des Spitzenmodells im Ferrari-Programm. Wie immer, leitete Ferrari auch vom 275 verschiedene Rennsportversionen ab, die in geringen Stückzahlen gefertigt wurden. Der 275 GBT/4 und die offene Version GTS wurden ab 1968 durch den 365 GTB/4 „Daytona“ ersetzt, der viele Komponenten des 275 übernahm, aber einen größeren Motor und eine eigenständige Karosserie hatte.

## Motoren
Seit Beginn der Serienproduktion verwendete Ferrari Zwölfzylindermotoren, deren Konzeption auf den Ingenieur Gioacchino Colombo zurückgehen. Die erste Version des Colombo-Motors von 1947 hatte einen Zylinderbankwinkel von 60 Grad und anfänglich nur 1,5 Litern Hubraum. Ferrari setzte diesen sogenannten Colombo- oder auch Shortblock-Motor seit 1948 mit unterschiedlichen Hubräumen von 2,0 Litern und mehr in diversen Straßensportwagen ein. Auch die auf 3,0 Liter vergrößerten Motoren der 250-Reihe basierten auf dieser Colombo-Konstruktion.
Für die Nachfolge der 250-Familie sah Ferrari eine Hubraumerweiterung von 3,0 auf 4,0 Liter vor. Diese Vergrößerung ließ sich mit dem traditionellen Shortblock nicht mehr erreichen; insbesondere die vorgegebenen Zylinderabstände verhinderten eine weitere Aufbohrung. Deshalb musste Ferrari für die 330-Baureihe einen neuen Zylinderblock konstruieren, der zentrale Merkmale von Colombos Konzept übernahm, aber größer war und damit auch größere Hubräume ermöglichte. Die erste Version dieses neuen Motors trug die werksinterne Bezeichnung Tipo 209. Sie erschien ab 1963 in allen Straßenversionen der 330-Familie.
Die Motoren der 275-Familie basierten hingegen noch auf den ursprünglichen Shortblock-Konstruktionen Colombos. Für sie wurde der Hubraum auf 3286 cm³ erweitert (Bohrung × Hub: 77 × 58,8 mm). Damit waren die Grenzen des kurzen Colombo-Blocks erreicht. Den 3,3-Liter-Motor gab es in mehreren Varianten. Zu den gemeinsamen Merkmalen gehörte neben dem übereinstimmenden Hubraum ein Zylinderbankwinkel von 60 Grad.

### Tipo 213
Zunächst erschien der Motor mit der Werksbezeichnung Tipo 213. Hier hatte er eine Nasssumpfschmierung. Pro Zylinder gab es ein Ein- und ein Auslassventil. Jede Zylinderreihe hatte eine obenliegende Nockenwelle, die über Ketten angetrieben wurde. Die Verdichtung betrug 9,2 : 1. Für die Gemischaufbereitung waren drei Weber-Doppelvergaser (Typ 40 DCZ/6) vorgesehen. Die Höchstleistung dieser Motorversion betrug 280 PS (206 kW), sie fiel bei 7600 Umdrehungen an. Alternativ konnten sechs Doppelvergaser eingebaut werden, durch die die Motorleistung auf 300 PS (221 kW) stieg. Der Tipo 213 erschien im Straßensportwagen 275 GTB sowie in dessen offener Version 275 GTS.

### Tipo 213C
Von der Basiskonstruktion abgeleitet war das für Wettbewerbsfahrzeuge vorgesehene Triebwerk Tipo 213C (für „Competizione“). Diese Motoren hatten eine Trockensumpfschmierung mit einem von 10 auf 11 Liter vergrößerten Ölreservoir. In der ersten Version (1964 bis 1966) wurden sechs Weber-Doppelvergaser vom Typ 38 DNC verwendet, in der zweiten Serie von 1966 Vergaser vom Typ 40 DF13. Zahlreiche Komponenten des Motors wurden im Vergleich zum Tipo 213 neu konstruiert. Das betraf unter anderem die Kolben und die Kurbelwelle. Der Motor leistete etwa 290 PS (213 kW). Er erschien in den Rennsportwagen 275 GTB/C.

### Tipo 226
Eine Weiterentwicklung des Tipo 213 war der Tipo 226, der 1966 erschien und den 213 ersetzte. Der Tipo 226 hatte im Gegensatz zu seinem Vorgänger zwei obenliegende Nockenwellen für jede Zylinderreihe. Er war Ferraris erster Straßenmotor mit vier obenliegenden Nockenwellen. Außerdem hatte er eine Trockensumpfschmierung. Das Gemisch wurde von sechs Weber-Doppelvergasern (Typ 40 DCN9, 40 DCN17 oder 40DCN18) aufbereitet. Die Motorleistung betrug 300 PS (221 kW).

## Fahrgestell
Das Chassis der 275-Familie trägt den Werkscode 563. Es orientierte sich an dem Fahrgestell des Ferrari 250 GT SWB, mit dem es sich die Grundkonstruktion und den Radstand von 2400 mm teilte. Es handelte sich weiterhin um eine Kombination von ovalen und rechteckigen Rohren im schlichten Leiteraufbau. Neu war allerdings die Radaufhängung: Während die 250-Reihe hinten noch eine Starrachse verwendet hatte, waren beim 275 alle vier Räder einzeln aufgehängt. Diese Auslegung war ein Novum bei Ferraris Straßensportwagen. Vorn und hinten bestand die Aufhängung aus doppelten Dreiecksquerlenkern, Schraubenfedern und hydraulischen Teleskopstoßdämpfern; zusätzlich wurden Stabilisatoren verwendet. An allen vier Rädern sind servounterstützte Scheibenbremsen eingebaut.
Neu war auch die Achseinheit, in der das handgeschaltete Fünfgang-Getriebe zusammen mit dem Differential auf der Hinterachse montiert war (Transaxle-Bauweise). Dadurch wurde die Gewichtsverteilung und das Platzangebot im Innenraum verbessert. Die Kupplung saß immer noch am Schwungrad. Die Kardanwelle war am schlanken, jedoch stabilen Träger mit zentralem Festlager montiert.

## Die Straßenmodelle

### Ferrari 275 GTB

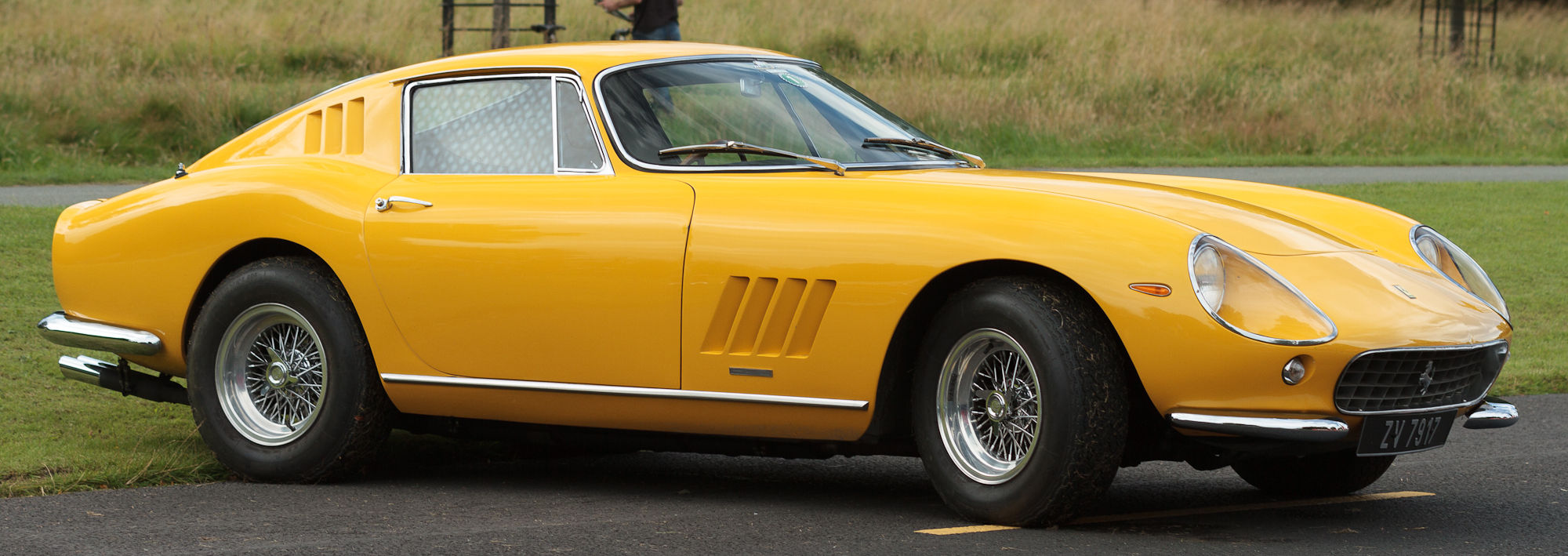
Ferrari 275 GTB „Short Nose“ (1965)

Der 275 GTB wurde auf dem Pariser Autosalon im Oktober 1964 vorgestellt. Das Auto ist ein zweisitziges Fließheckcoupé mit einer Karosserie, die Pininfarina entworfen hatte. Gebaut wurden die Autos von der Carrozzeria Scaglietti. Der Aufbau besteht bei den meisten Exemplaren aus Stahl, während Türen und Hauben aus Aluminium gefertigt sind. Einige Fahrzeuge erhielten allerdings auf Kundenwunsch Aufbauten, die vollständig aus Aluminium bestehen. Stilistisch griff das Design Merkmale des 250 GTO und des 250 GT Lusso auf. Es gibt zwei Designvarianten:
Die bis 1965 produzierten Fahrzeuge der ersten Serie haben einen kurzen vorderen Überhang; sie werden in der Literatur als „275 GTB Short Nose“ bezeichnet. Zum Pariser Autosalon 1965 wurden einige stilistische Änderungen eingeführt. Neben einem größeren Heckfenster erhielten die Autos vor allem einen längeren vorderen Überhang; damit verbunden waren höher positionierte Frontstoßstangen. Diese zweite Serie wird als „Long Nose“ bezeichnet. Die Änderung der Frontgestaltung hatte vor allem aerodynamische Gründe: Bei der „Short-Nose“-Version hob sich die Frontpartie bei höheren Geschwindigkeiten spürbar an. Beide Versionen sind mit dem Motor Tipo 213 ausgestattet. Die Höchstgeschwindigkeit des 275 GTB in der mit drei Doppelvergasern ausgestatteten Version wird mit 260 km/h angegeben. Damit war er etwa 20 km/h schneller als der gleichzeitig produzierte 330 GTC mit 4,0-Liter-Motor.
Von 1964 bis 1966 entstanden 204 „Short-Nose“-Modelle und 246 „Long-Nose“-GTBs.

### Ferrari 275 GTB/4

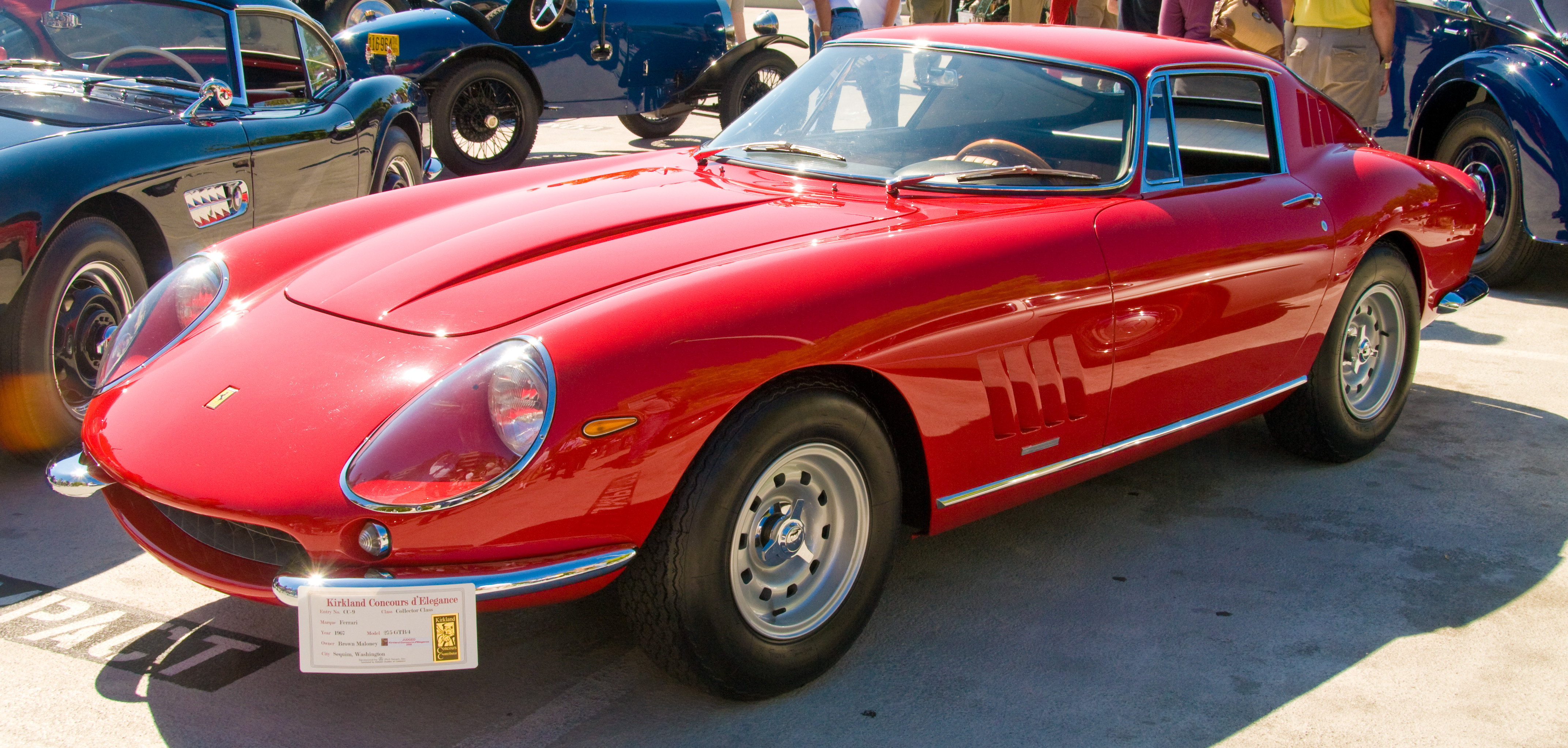
Ferrari 275 GTB/4

Im Herbst 1966 löste der 275 GTB/4 den bisherigen 275 GTB ab. Der GTB/4 war mit dem Tipo-226-Motor ausgestattet, der vier obenliegende Nockenwellen hat. Außerdem hat er zwei vor dem Kühler positionierte Elektrolüfter. Die Karosserie ist weitgehend mit der des 275 GTB „Long Nose“ identisch, hat aber anders als das Ausgangsmodell eine Ausbuchtung auf der Motorhaube, um dem höher bauenden Motor mehr Platz einzuräumen. Auch beim 275 GTB/4 wurde die Karosserie auf Kundenwunsch entweder aus Stahl oder aus Aluminium gefertigt. Je nach Quelle gab es 13 oder 19 Fahrzeuge mit Aluminiumaufbau. Die Höchstgeschwindigkeit eines GTB/4 mit Stahlkarosserie lag bei 270 km/h. Bis Ende 1967 entstanden 330 Exemplare des 275 GTB/4, von denen die letzten 1968 ausgeliefert wurden.

### Ferrari 275 GTS

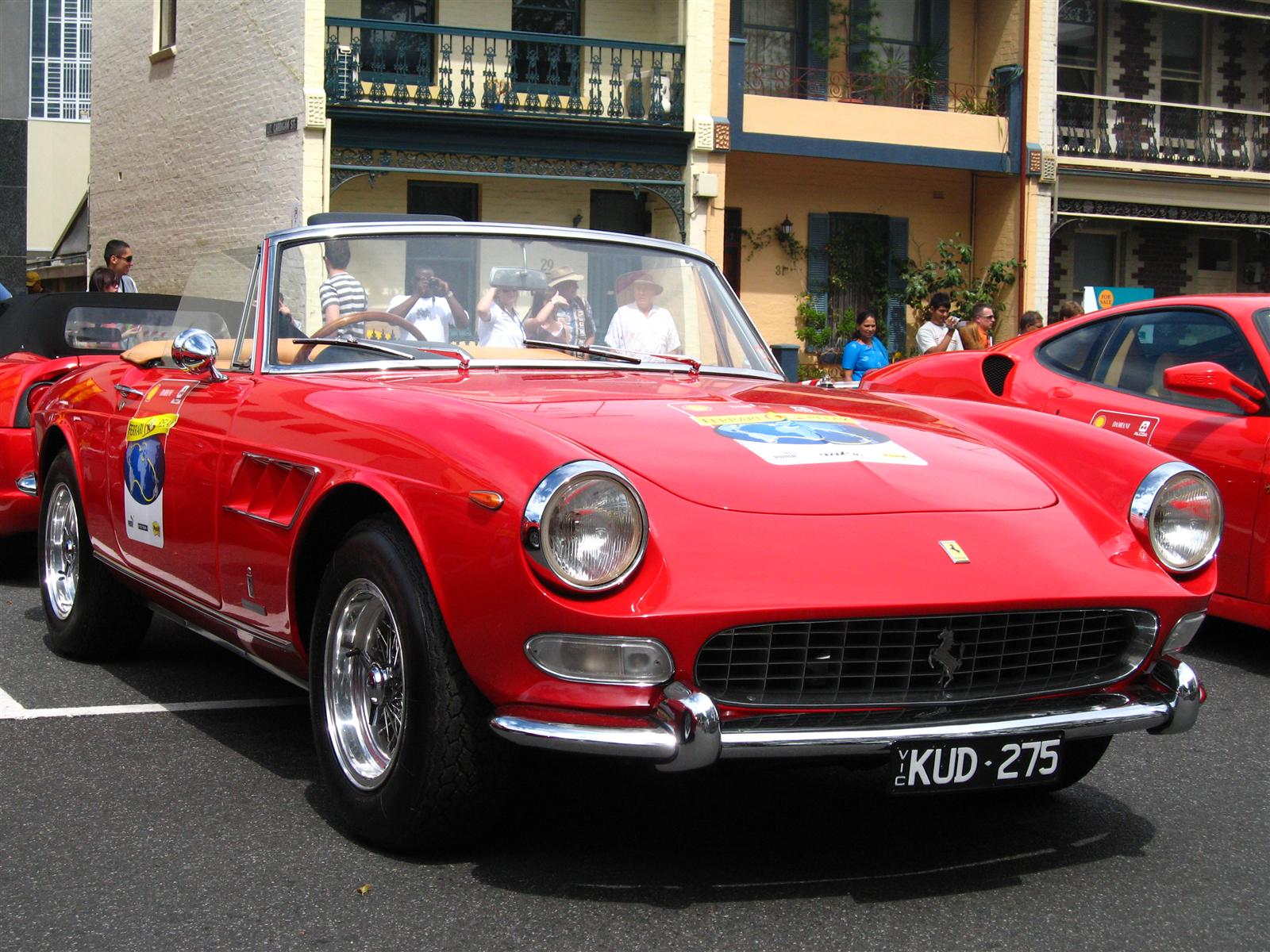
Ferrari 275 GTS

Die offene Straßenversion des 275 wurde zeitgleich mit dem 275 GTB auf dem Pariser Autosalon 1964 vorgestellt. In der Modellbezeichnung steht das „S“ für „Spyder“. Er war Ferraris erstes Cabriolet seit der Einstellung des 250 GT Spyder California Ende 1962. Die Karosserie des 275 GTS wurde bei Pininfarina entworfen. Ihre Form ist eigenständig und ohne stilistische Verbindungen zum 275 GTB. Im Vergleich zur GTB-Karosserie wird sie als wesentlich „zurückhaltender“ und „kompakt und harmonisch“ beschrieben. Anders als bei der Berlinetta, sind die Scheinwerfer nicht hinter einer Plexiglaskuppel verdeckt. Die vordere Stoßstange reicht über die ganze Wagenbreite. Die Windschutzscheibe steht steiler als beim 275 GTB. In den vorderen Kotflügeln finden sich seitliche Luftauslässe, deren Detailgestaltung mehrfach geändert wurde. Einige Modelle haben drei, andere elf Verstrebungen in den Luftauslässen. Technisch entspricht der GTS weitgehend dem GTB. Auch hier wird der Tipo-213-Motor eingesetzt. Seine Leistung wurde allerdings auf 260 PS (191 kW) abgesenkt. Zudem änderte Ferrari die Getriebeübersetzung, woraus eine geringere Höchstgeschwindigkeit (235 km/h) resultiert.
Während der 275 GTB bei Scaglietti aufgebaut wurde, entstand der 275 GTS bei Pininfarina. Er blieb bis 1966 im Programm. In dieser Zeit entstanden 200 Fahrzeuge, 186 davon mit Links- und 14 mit Rechtslenkung. Seine Nachfolge trat ab 1966 der Ferrari 330 GTS an.

### Ferrari 275 GTB/4 NART Spyder

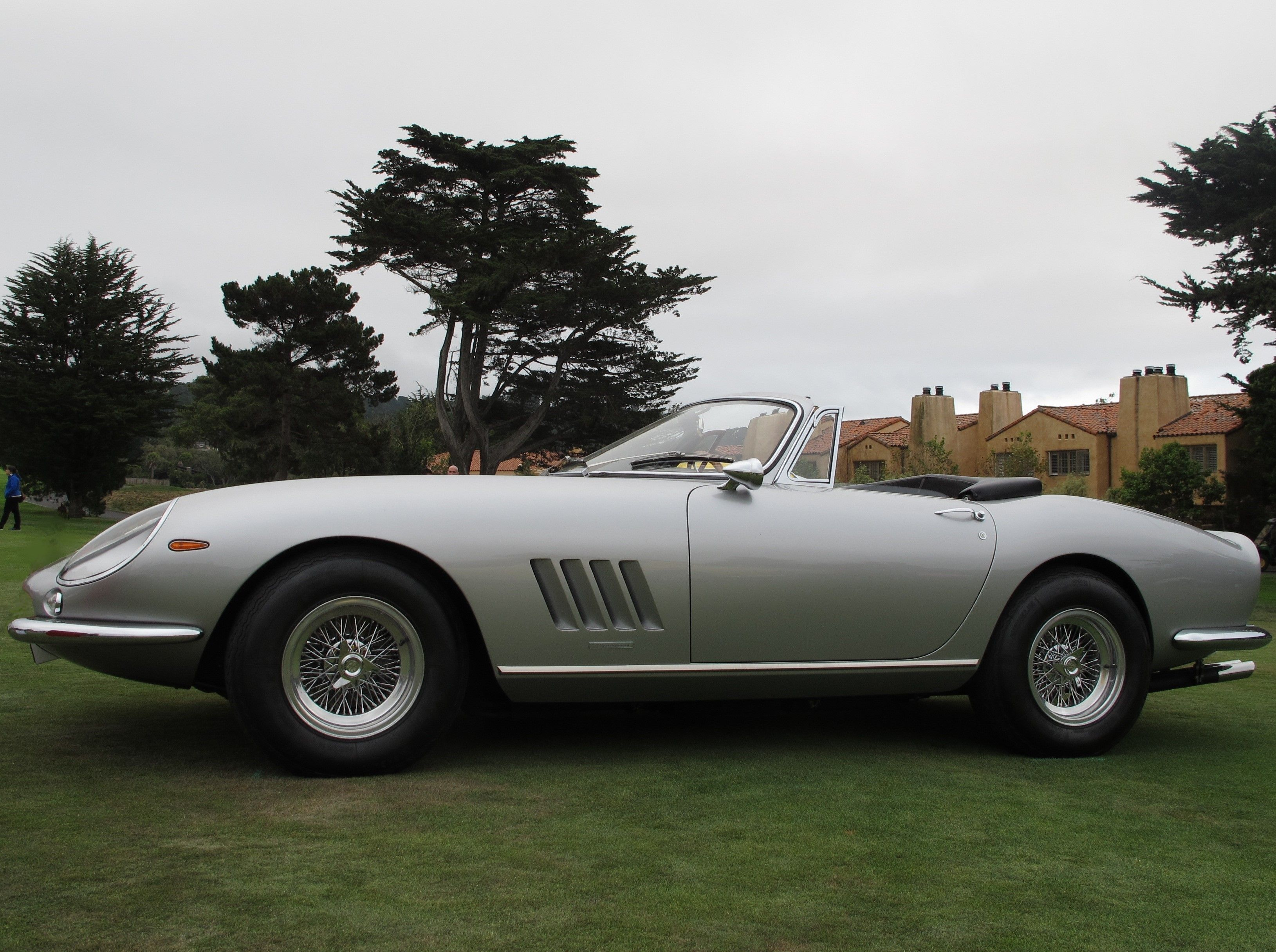
Ferrari 275 GTS/4 Nart Spyder

Eine besondere Version ist der 275 GTB/4 NART Spyder, der auf Initiative von Luigi Chinetti entstand, Ferraris nordamerikanischem Importeur und Gründer des North American Racing Teams (zumeist als NART oder N.A.R.T. abgekürzt). Der NART Spyder entstand ab 1967, nachdem Ferrari den 275 GTS durch den 330 GTS ersetzt hatte. Formal setzte er sich sowohl vom 275 GTS als auch vom 330 GTS ab. Während der Werks-Spyder der 275-Familie eine komplett eigenständige Karosserie hat, basiert der Aufbau des NART-Spyder auf dem des 275 GTB/4; er ist gewissermaßen ein „275 GTB mit abgesägtem Dach“. Angetrieben wird das Auto von dem Tipo-226-Motor mit vier obenliegenden Nockenwellen, die werksseitig im 275 GTS nicht angeboten wurde. Auch der Motor des 330 GTS und des Nachfolgers 365 GTS hatten jeweils nur eine obenliegende Nockenwelle. Anders als beim 275 GTS, wurde die Motorleistung für den NART Spyder nicht reduziert. Der Motor gibt daher 300 PS (221 kW) ab, sodass der NART Spyder um etwa 40 PS (29 kW) leistungsstärker ist als der 275 GTS. Die Höchstgeschwindigkeit des NART Spyder liegt bei 270 km/h. Von 1967 bis 1968 entstanden bei Scaglietti zehn Exemplare des NART Spyder. Die Autos verkauften sich schlecht. Chinetti konnte die Fahrzeuge nur mit erheblichen Preisnachlässen verkaufen. Heute hingegen gehören sie zu den gesuchtesten Ferrari-Klassikern. 2013 wurde einer der NART Spyder in den USA für 27,5 Mio US-$ verkauft.

## 275 GTB/C

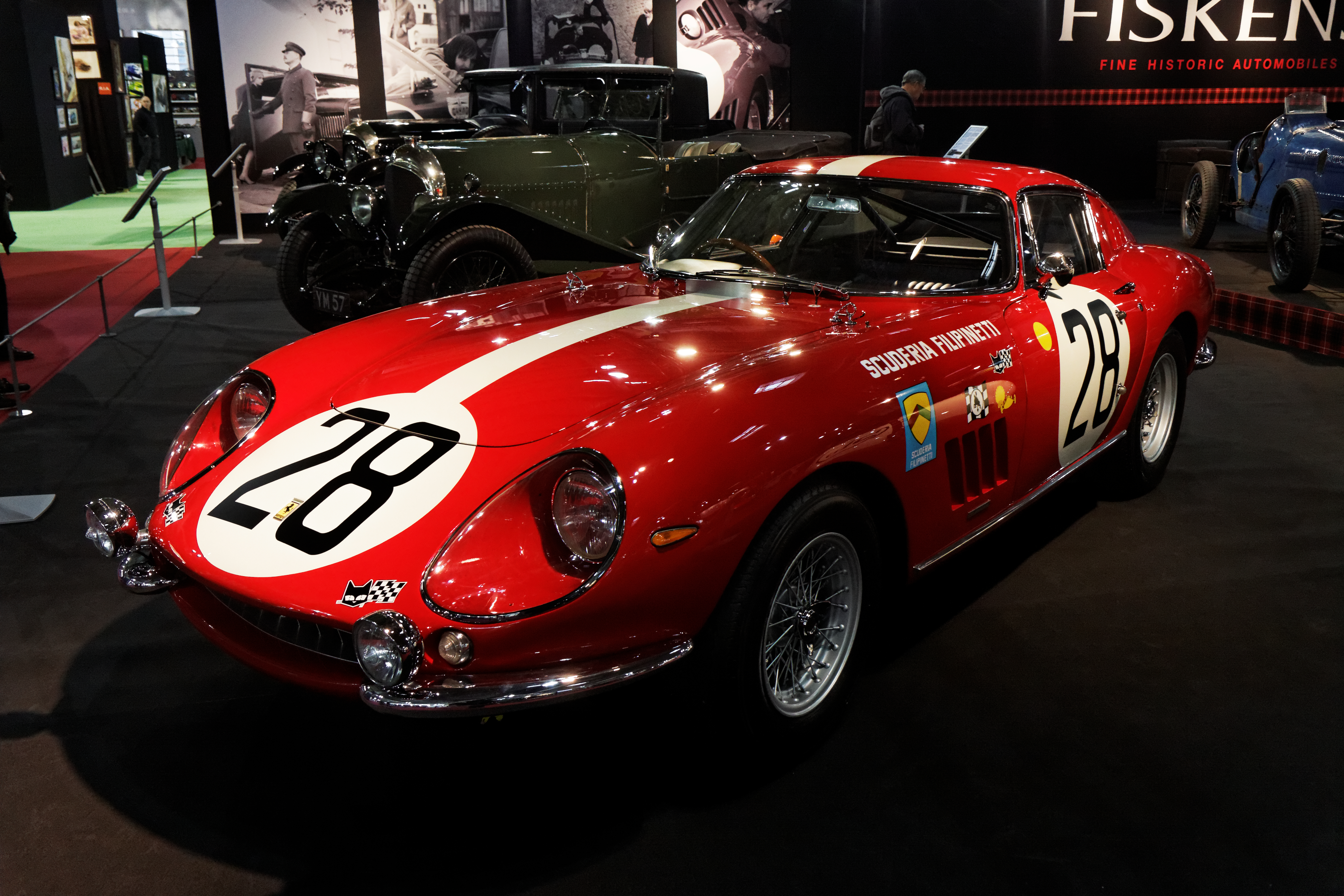
Ferrari 275 GTB/C

Auf der Grundlage des 275 GTB entwickelte Ferrari eine Rennsportversion, die als 275 GTB/C (für Competizione) bezeichnet wird. Die GTB/C haben einen gegenüber dem Straßenmodell veränderten Rohrrahmen. Der Aufbau entspricht in den Grundzügen dem 275 GTB, allerdings sind die Kotflügel bauchiger; hinzu kommen Entlüftungsschlitze in den hinteren Kotflügeln. Sie entstand bei Scaglietti und war aus besonders dünnen Aluminiumblechen gefertigt. Alle GTB/C-Modelle haben den Tipo-213-Motor mit einer obenliegenden Nockenwelle pro Zylinderreihe, dessen Leistung auf 290 PS (213 kW) erhöht ist. Eine Abweichung von den Serienmotoren ergab sich durch die Trockensumpfschmierung, die an die Stelle der serienmäßigen Nasssumpfschmierung trat. Das Leergewicht der GTB/C wird mit 1120 kg angegeben. Von 1964 bis 1966 entstand eine je nach Quelle 10 oder 14 Fahrzeuge umfassende erste Serie, deren Karosserie dem Short-Nose-GTB entsprach, während die zweite, 1966 aufgelegte Serie mit zwölf Fahrzeugen von den Long-Nose-Modellen abgeleitet war. Bei ihr war der Motor noch intensiver überarbeitet worden.

## Technische Daten
| Technische Daten Ferrari 275     |                                                              |                                                              |                                                              |
| Ferrari                          | 275 GTS                                                      | 275 GTB                                                      | 275 GTB/4                                                    |
| Motor:                           | 12-Zylinder-V-Motor (Viertakt), Gabelwinkel 60°, vorne längs | 12-Zylinder-V-Motor (Viertakt), Gabelwinkel 60°, vorne längs | 12-Zylinder-V-Motor (Viertakt), Gabelwinkel 60°, vorne längs |
| Motortyp:                        | n. a.                                                        | n. a.                                                        | n. a.                                                        |
| Hubraum:                         | 3286 cm³                                                     | 3286 cm³                                                     | 3286 cm³                                                     |
| Bohrung × Hub:                   | 77 × 58,8 mm                                                 | 77 × 58,8 mm                                                 | 77 × 58,8 mm                                                 |
| Leistung bei 1/min:              | 191 kW (260 PS) bei 7600                                     | 206 kW (280 PS) bei 7600                                     | 221 kW (300 PS) bei 8000                                     |
| Max. Drehmoment bei 1/min:       | 294 Nm bei 5000                                              | 294 Nm bei 5000                                              | 294 Nm bei 6000                                              |
| Verdichtung:                     | 9,2:1                                                        | 9,2:1                                                        | 9,2:1                                                        |
| Gemischaufbereitung:             | 3 Fallstrom-Doppelvergaser Weber 40DCZ6                      | 3 Fallstrom-Doppelvergaser Weber 40DCZ6                      | 6 Doppelvergaser Weber 40DCN17                               |
| Ventilsteuerung:                 | OHC                                                          | OHC                                                          | DOHC                                                         |
| Kühlung:                         | Wasserkühlung                                                | Wasserkühlung                                                | Wasserkühlung                                                |
| Getriebe:                        | 5-Gang-Getriebe, an Hinterachse Hinterradantrieb             | 5-Gang-Getriebe, an Hinterachse Hinterradantrieb             | 5-Gang-Getriebe, an Hinterachse Hinterradantrieb             |
| Radaufhängung vorn:              | Dreiecklenker, Schraubenfedern                               | Dreiecklenker, Schraubenfedern                               | Dreiecklenker, Schraubenfedern                               |
| Radaufhängung hinten:            | Dreiecklenker, Schraubenfedern                               | Dreiecklenker, Schraubenfedern                               | Dreiecklenker, Schraubenfedern                               |
| Bremsen:                         | Scheibenbremsen rundum, Servo                                | Scheibenbremsen rundum, Servo                                | Scheibenbremsen rundum, Servo                                |
| Lenkung:                         | Schnecke und Rolle                                           | Schnecke und Rolle                                           | Schnecke und Rolle                                           |
| Karosserie:                      | Stahlblech auf Ovalrohrrahmenchassis                         | Stahlblech auf Ovalrohrrahmenchassis                         | Stahlblech auf Ovalrohrrahmenchassis                         |
| Spurweite vorn/hinten:           | 1377/1393 mm                                                 | 1401/1417 mm                                                 | 1401/1417 mm                                                 |
| Radstand:                        | 2400 mm                                                      | 2400 mm                                                      | 2400 mm                                                      |
| Abmessungen:                     | 4350 × 1675 × 1250 mm                                        | 4400 × 1725 × 1200 mm                                        | 4400 × 1725 × 1200 mm                                        |
| Leergewicht:                     | 1150 kg                                                      | 1100 kg                                                      | 1100 kg                                                      |
| Höchstgeschwindigkeit:           | 240 km/h                                                     | 260 km/h                                                     | 260 km/h                                                     |
| 0–100 km/h:                      | nicht angegeben                                              | nicht angegeben                                              | 7,7 s                                                        |
| Verbrauch (Liter/100 Kilometer): | ca. 19 S                                                     | ca. 19 S                                                     | ca. 20 S                                                     |
| Preis:                           | DM 49.800 (1966)                                             | DM 53.600 (1966)                                             | DM 56.610 (1968)                                             |
| Stückzahl:                       | 200                                                          | 455                                                          | ca. 280–350                                                  |